# Harvey Smith (équitation)
Pour les articles homonymes, voir Harvey Smith (homonymie) et Smith.
Harvey Smith (né le 29 décembre 1938 à Bingley) est un cavalier britannique de saut d'obstacles.

## Biographie
Harvey Smith se distingue des autres cavaliers par un langage vulgaire et un comportement agressif. Il suscite des controverses : en 1971, il est disqualifié pour avoir fait le signe V aux juges après un parcours sans fautes qui lui vaut de remporter pour la deuxième année consécutive le British Jumping Derby puis crié « Ils ont pris un coup de pied au cul ! ».
Harvey Smith participe aux Jeux olympiques d'été de 1968 (11e place de l'épreuve individuelle et 8e place de l'épreuve par équipe) et 1972 (4e place de l'épreuve par équipe).
Sa célébrité lui vaut de pouvoir enregistrer en 1975 une reprise de True Love et de faire du catch.
Il devient commentateur pour la BBC, notamment lors des Jeux olympiques d'été de 1984.
En 1990, après s'être retiré de la compétition, Harvey et son épouse, l'entraîneur Sue Smith, fondent une écurie de courses. Auroras Encore, leur propriété, remporte le Grand National en 2013.
Il est le père des cavaliers Robert Smith et Steven Smith.